# Aglaja (planetoïde)
(47) Aglaja is een planetoïde in de planetoïdengordel tussen de banen van de planeten Mars en Jupiter. Aglaja draait in 4,88 jaar om de zon, in een ellipsvormige baan die ongeveer 3° helt ten opzichte van de ecliptica. De afstand tot de zon varieert tijdens een omloop tussen de 2,488 en 3,267 astronomische eenheden.

## Ontdekking en naamgeving
Aglaja werd op 15 september 1857 ontdekt door de Duitse astronoom Robert Luther in Düsseldorf. Luther had eerder al vijf andere planetoïden ontdekt en zou in totaal 24 planetoïden ontdekken.
Aglaja is genoemd naar Aglaia, in de Griekse mythologie een van de drie gratieën en de personoficatie van de schoonheid. De andere twee gratieën, Euphrosyne en Thaleia, waren al eerder vernoemd bij de planetoïden (31) Euphrosyne en (23) Thalia.

## Eigenschappen
Aglaja wordt door spectraalanalyse ingedeeld bij de C-type planetoïden, wat betekent dat ze een relatief laag albedo heeft en een donker oppervlak. C-planetoïden zijn rijk in organische verbindingen. Aglaja’s rotatietijd is onbekend.